# Barbara Austin Taylor
Barbara Penson Austin Taylor (1891–1951) foi uma escultora britânica. Taylor tinha em estúdio em Chelsea onde criou retratos de cabeças, bustos e figuras em bronze, pedra e gesso. Suas peças já forem expostas na Royal Academy e a Galeria de Arte de Manchester contém exemplares do seu trabalho.

## Biografia
Taylor nasceu em West Derby e estudou em Londres na Escola de Artes de Westminster, na Grosvenor School of Modern Art e depois na British School em Roma. Depois de estudar técnicas de escultura em pedra na oficina de um pedreiro monumental, Taylor estabeleceu um estúdio em Londres, tendo ficado por um longo período de tempo em Chelsea. Ela produziu retratos de cabeças, bustos e figuras em bronze, pedra e gesso. Até alguns anos antes da sua morte, Taylor expunha regualrmente na Royal Academy de Londres e também no London Group e na Society of Women Artists. A Galeria de Arte de Manchester contém exemplares do seu trabalho.